# Maria van Frankrijk (ca. 1198-1224)
Maria van Frankrijk (ca. 1198 - 15 augustus 1223/1224) was de dochter van Filips II van Frankrijk en diens derde - al werd de legitimiteit van dit huwelijk betwist - vrouw, Agnes van Meranië, en aldus lid van het huis Capet.

## Leven
Maria werd geboren als eerste kind uit het huwelijk van Filips II van Frankrijk met Agnes van Meranië, hoewel deze eerste nog steeds officieel voor de kerk was getrouwd met Ingeborg van Denemarken. De kerk weigerde het huwelijk met Agnes te erkennen en er werd vanaf 13 januari 1200 een interdict uitgesproken over het koninkrijk Frankrijk en de paus excommuniceerde Filips Augustus. Hoewel Filips een verzoeningsceremonie met Ingeborg organiseerde en het interdict op 7 september 1200 tijdens het concilie te Nesle in Vermandois door de pauselijke legaat Ottaviano di Paoli werd opgeheven, bleef Filips in feite in bigamie leven. Het was pas in november 1201, na het overlijden van Agnes van Meranië, dat Maria en haar jongere broer Filips Hurepel door paus Innocentius III als wettelijke erfgenamen werden erkend.
Met de erkenning van zijn kinderen bij Agnes kon Filips hen nu ook inzette voor zijn huwelijkspolitiek: zo zou Maria aanvankelijk aan Alexander, zoon van koning Willem I van Schotland, zijn beloofd, maar werd ze in april 1202 verloofd met Arthur I van Bretagne, de jonge hertog van Bretagne (die vijftien jaar oud was). Arthur werd door de vader van zijn verloofde gesteund in zijn strijd met zijn oom, Jan zonder Land, om de opvolging in de Franse lenen van het huis Plantagenêt. Terwijl Filips een inval in Normandië deed, zou Arthur aanvallen uitvoeren in Poitou. De jonge hertog werd echter tijdens zijn beleg van Mirebeau door zijn oom verrast en gevangen genomen. Hij zou in de daaropvolgende maanden verdwijnen en men ging ervan uit dat hij door zijn oom was omgebracht.
Maria werd daarom in augustus 1206 verloofd met markgraaf Filips I van Namen, broer van Boudewijn IX van Vlaanderen en tevens regent van het graafschap Vlaanderen voor zijn minderjarige nichtjes, om haar vaders greep op de Vlaamse opvolging te verstevigen. Vermoedelijk rond 1211 (Maria was toen dertien jaar oud) getrouwd, zou haar eerste echtgenoot na amper een jaar te zijn getrouwd op 9 oktober 1212 overlijden.
Haar vader zou even met het idee hebben gespeeld om haar uit te huwelijken aan koning Peter II van Aragón, maar haar uiteindelijk op 22 april 1213 in Soissons met hertog Hendrik I van Brabant laten trouwen. Ook dit huwelijk had zijn politieke redenen: haar vader hoopte op Hendriks steun in zijn strijd tegen de Engelse koning, Jan zonder Land, en in het bijzonder bij zijn invasieplannen voor Engeland. Maar het zou anders uitdraaien: Hendrik verzoende zich met keizer Otto IV en streed in 1214 in de Slag bij Bouvines aan diens zijde tegen zijn schoonvader, dewelke Filips II won en waarin Hendrik maar ternauwernood aan gevangenschap kon ontsnappen.
Maria schonk haar tweede echtgenoot twee kinderen:
- Elizabeth (Ysabeau) (- 23 oktober 1272), die op 19 maart 1233 trouwde met Diederik primogenitus, heer van Dinslaken (ca. 1214-1244),[11] en in 1246 met Gerard, heer van Wessenberg (-1255);[12]
- Maria, jong overleden.

Maria overleed op 15 augustus 1223/1224 en werd bijgezet in de Abdij Affligem.

## Voorouders
| Voorouders van Maria van Frankrijk (1198-1224) | Voorouders van Maria van Frankrijk (1198-1224)                                   | Voorouders van Maria van Frankrijk (1198-1224)                                   | Voorouders van Maria van Frankrijk (1198-1224)                                   | Voorouders van Maria van Frankrijk (1198-1224)                                   | Voorouders van Maria van Frankrijk (1198-1224)                            | Voorouders van Maria van Frankrijk (1198-1224)                            | Voorouders van Maria van Frankrijk (1198-1224)                         | Voorouders van Maria van Frankrijk (1198-1224)                         |
| ---------------------------------------------- | -------------------------------------------------------------------------------- | -------------------------------------------------------------------------------- | -------------------------------------------------------------------------------- | -------------------------------------------------------------------------------- | ------------------------------------------------------------------------- | ------------------------------------------------------------------------- | ---------------------------------------------------------------------- | ---------------------------------------------------------------------- |
| Overgrootouders                                | Lodewijk VI van Frankrijk (1081-1137) ∞ 1115 Adelheid van Maurienne (1092-1154)  | Lodewijk VI van Frankrijk (1081-1137) ∞ 1115 Adelheid van Maurienne (1092-1154)  | Theobald IV van Blois (1090-1152) ∞ 1123 Mathilde van Karinthië (1106-1161)      | Theobald IV van Blois (1090-1152) ∞ 1123 Mathilde van Karinthië (1106-1161)      | Berthold III van Andechs (1110-1137) ∞ Hedwig van Wittelsbach (1062-1137) | Berthold III van Andechs (1110-1137) ∞ Hedwig van Wittelsbach (1062-1137) | Dedo III van Lausitz (1130-1190) ∞ Mechtilde van Heinsberg (1135-1189) | Dedo III van Lausitz (1130-1190) ∞ Mechtilde van Heinsberg (1135-1189) |
| Grootouders                                    | Lodewijk VII van Frankrijk (1120-1180) ∞ 1160 Adelheid van Champagne (1140-1206) | Lodewijk VII van Frankrijk (1120-1180) ∞ 1160 Adelheid van Champagne (1140-1206) | Lodewijk VII van Frankrijk (1120-1180) ∞ 1160 Adelheid van Champagne (1140-1206) | Lodewijk VII van Frankrijk (1120-1180) ∞ 1160 Adelheid van Champagne (1140-1206) | Berthold IV van Meranië (-1204) ∞ Agnes van Rochlitz (1154-1195)          | Berthold IV van Meranië (-1204) ∞ Agnes van Rochlitz (1154-1195)          | Berthold IV van Meranië (-1204) ∞ Agnes van Rochlitz (1154-1195)       | Berthold IV van Meranië (-1204) ∞ Agnes van Rochlitz (1154-1195)       |
| Ouders                                         | Filips II van Frankrijk (1165-1223) ∞ Agnes van Meranië (1175-1201)              | Filips II van Frankrijk (1165-1223) ∞ Agnes van Meranië (1175-1201)              | Filips II van Frankrijk (1165-1223) ∞ Agnes van Meranië (1175-1201)              | Filips II van Frankrijk (1165-1223) ∞ Agnes van Meranië (1175-1201)              | Filips II van Frankrijk (1165-1223) ∞ Agnes van Meranië (1175-1201)       | Filips II van Frankrijk (1165-1223) ∞ Agnes van Meranië (1175-1201)       | Filips II van Frankrijk (1165-1223) ∞ Agnes van Meranië (1175-1201)    | Filips II van Frankrijk (1165-1223) ∞ Agnes van Meranië (1175-1201)    |